# Albert John Luthuli

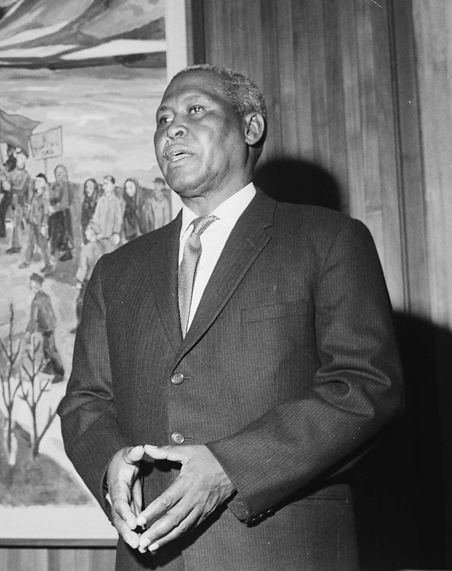
Albert John Luthuli, 1961 in Oslo

Albert John Mvumbi Luthuli (eigentlich Lutuli; * um 1898 nahe Bulawayo in Südrhodesien (heutiges Simbabwe); † 21. Juli 1967 in Groutville bei Stanger, heute KwaDukuza, Südafrika) war ein südafrikanischer Politiker und Stammesführer der Zulu, Lehrer und Religionsführer und von 1952 bis 1967 Präsident des African National Congress (ANC). 1960 wurde er als erster Afrikaner für den Friedensnobelpreis nominiert. Er erhielt ihn mit der Begründung, er habe sich, inspiriert von Mahatma Gandhis Philosophie der Gewaltfreiheit, mit friedlichen Mitteln gegen Südafrikas Politik der Rassentrennung eingesetzt.

## Biographie
Albert John Luthuli wurde 1898 als Sohn eines christlichen Missionars und Oberhauptes der Zulu geboren. Zwischen 1908 und 1909 kam er nach Natal in den Bezirk Vryheid, weil sein Bruder als Dolmetscher beim Aufbau der Missionsarbeit der Siebenten-Tags-Adventisten in dieser Region half. Zunächst hatte er keinen Schulbesuch, wurde jedoch von seiner Mutter deswegen nach Groutville geschickt. Dort besuchte er die Missionsschule. 1914 lernte Luthuli am Ohlange-Institut, das zu dieser Zeit von John Langalibalele Dube geleitet wurde, und wechselte im Folgejahr an das methodistische Institut in Edendale bei Pietermaritzburg, wo er auch zum Lehrer ausgebildet wurde. Anschließend begann er 1919 seine Lehrertätigkeit in Blaauwbosch (Natal). 1921 begann Luthuli eine weitere zweijährige Lehrerausbildung am Adams College und diente zudem als Laienprediger in der Methodistischen Kirche. An dieser Hochschule lehrte er 13 Jahre lang als Hauptfächer isiZulu und Musik, auch war er in der Schulverwaltung sowie als Leiter des College-Chores tätig. 1927 heiratete er Nokukhanya Bhengu. Luthuli engagierte sich als Pädagoge auch außerhalb des Schulbetriebs. 1928 wurde er Schriftführer der Afrikanischen Lehrervereinigung und 1933 deren Präsident. Dabei machte er die Erfahrung, dass die Behörden später keinen Beauftragten mehr empfingen und ihre Entscheidungen mit den Betroffenen nicht durchsprachen. In dieser Zeit gründete Luthuli mit anderen einen Zweig der Lehrervereinigung, die Gesellschaft für Zulu-Sprache und -Kultur. Als begeisterter Anhänger und Organisator eines multiethnischen Fußballs war er 25 Jahre sportlich aktiv, wobei er zum ersten Sekretär des Südafrikanischen Fußballverbandes gewählt wurde. Während seiner Tätigkeit am Adams College ergaben sich für ihn durch die Ausstrahlung dieser Einrichtung viele Begegnungen mit aktiven Persönlichkeiten. Als junger Lehrer freundete er sich dabei mit Zachariah Keodirelang Matthews an, der hier die Leitung der Oberschule übernahm. 1935 wurde er zum Oberhaupt seines Stammes gewählt und nach Aufgabe seiner Lehrtätigkeit übernahm er nach dem Tod seines Vaters die Stammesführung (bis 1953). 1938 war er Teilnehmer einer Tagung des Internationalen Missionsrates in Indien. 1946 wurde er Mitglied des Natives’ Representatives Council (NCR), der jedoch kurze Zeit später wieder aufgelöst wurde.

## Als Streiter gegen die Apartheid

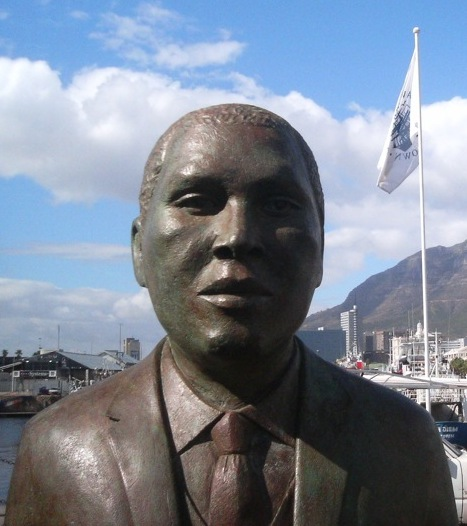
Denkmal an der Victoria & Alfred Waterfront in Kapstadt

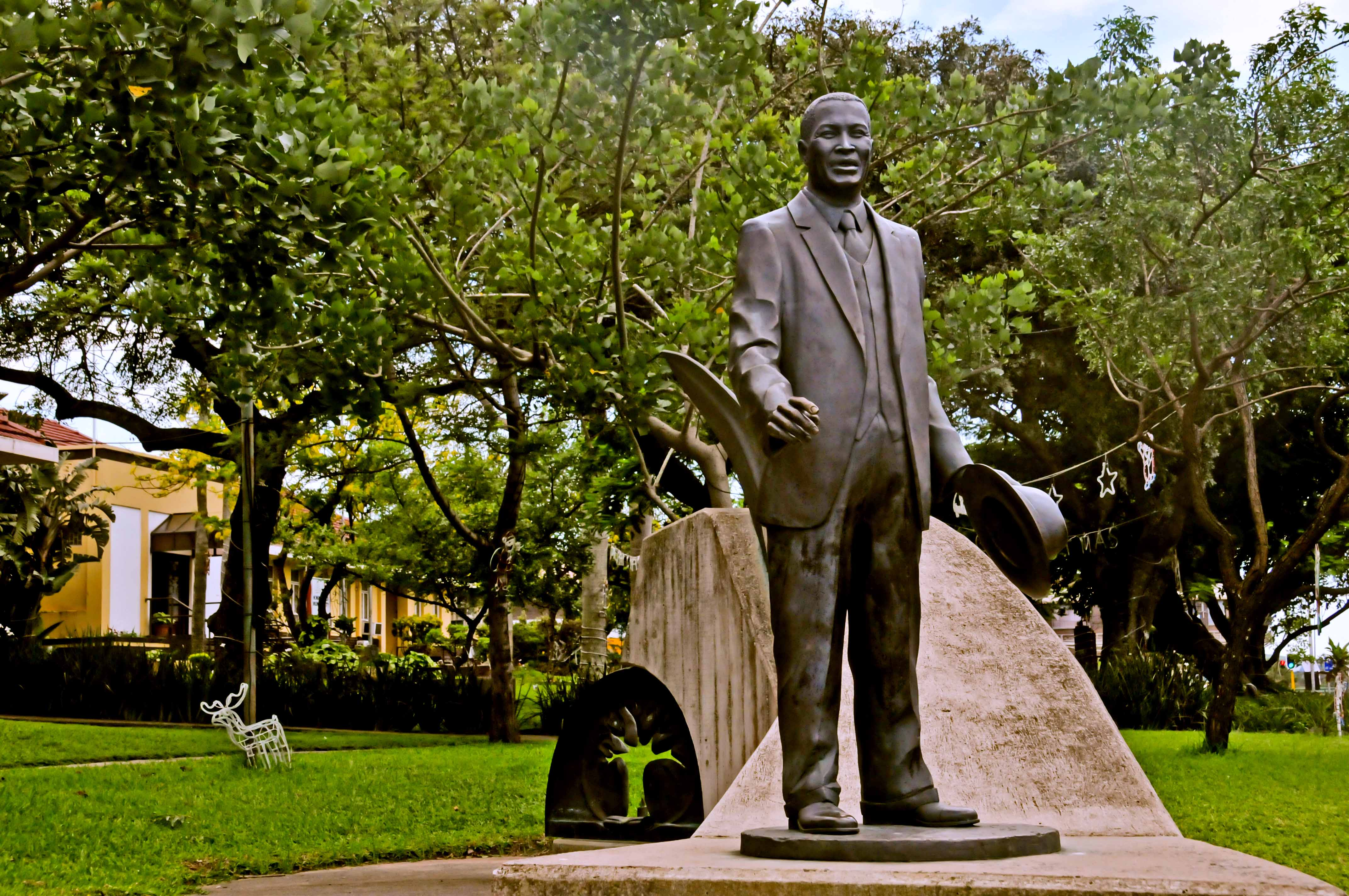
Denkmal in KwaDukuza, KwaZulu-Natal

Ebenfalls 1946 wurde er Mitglied des African National Congress (ANC) und deren Präsident für die Provinz Natal. 1948 bereiste er die USA, um dort am nordamerikanischen Missionenkongress teilzunehmen. 1952 starteten ANC und South African Indian Congress die Defiance Campaign. Im Dezember des Jahres wählte man Luthuli zum Präsidenten des ANC. Er wurde aus diesem Grund einer der prominentesten schwarzen Politiker Afrikas und war der direkte Gegenspieler der südafrikanischen Regierung im Kampf gegen die Apartheid. Gemeinsam mit Zachariah Keodirelang Matthews arbeitete er am Entwurf der Freiheitscharta des ANC, die 1955 auf dem Congress of the People in Kliptown beschlossen wurde.
Im Durbaner Township Cato Manor erreichte Luthuli in der Mitte der 1950er Jahre eine starke Politisierung unter der schwarzen und indischstämmigen Bevölkerung, worin die Stadtregierung eine Gefahr sah, gegen die sie mit unverhältnismäßigen polizeilichen Mitteln vorging.
Luthuli ermahnte die schwarze Bevölkerung immer wieder zur Ruhe und Geduld; er selbst wurde mehrere Male für sein politisches Engagement verhaftet und gebannt. Er durfte sich nur im Gebiet seiner Heimatstadt aufhalten. Im Jahr 1956 wurden Luthuli und weitere 155 Beteiligte der Anti-Apartheidsbewegung im Treason Trial angeklagt, das erst 1961 mit einem Freispruch aller Beteiligten endete. Albert John Luthuli wurden in diesem Prozess Verschwörung und Aufhetzung zum Rassenkampf vorgeworfen. 1958 freigelassen wurde er 1959 wieder inhaftiert und bekam danach ein Ausreiseverbot aus der Umgebung von Groutsville, welches bis zu seinem Lebensende nicht aufgehoben wurde. Er setzte sich 1961 gegen die Gründung von Umkhonto we Sizwe (MK) ein, der militante Arm des ANC, wurde aber schließlich von Nelson Mandela überzeugt, so dass der MK schließlich im Dezember 1961 gegründet wurde.
1960 wurde Albert John Luthuli der Friedensnobelpreis zugesprochen. Er konnte diesen jedoch nicht sofort entgegennehmen, weil die Behörden des Apartheidregimes ihn nicht ausreisen ließen und durch Bann sein Aufenthalt auf den Distrikt Lower Tugela begrenzt war. Erst ein Jahr später gewährte die südafrikanische Regierung ihm und seiner Frau Nokukhanya Luthuli für den Zeitraum von zehn Tagen eine Ausreise nach Oslo, zur Entgegennahme des Preises am 10. Dezember 1961. Ein beantragter Zwischenaufenthalt in Tanganjika auf der Reiseroute nach Norwegen wurde von den Behörden abgelehnt. Der südafrikanische Innenminister meinte zur Nominierung durch das Nobelkomitee, dass seine Regierung die Preisverleihung nicht verstehe und deshalb nicht unterstützen könne, da nach ihrer Auffassung Luthuli ein friedvolles Gemeinschaftsleben im Lande nicht befördert habe.

## Tod
Luthuli lebte im Alter mit Bluthochdruck und erlitt einen leichten Schlaganfall. Zunehmend waren die Seh- und Hörfähigkeit eingeschränkt. Als er im Alter von 69 Jahren in der Nähe seines Wohnortes Groutville eine Eisenbahnbrücke über dem Umvoti River passieren wollte, wurde er von einem fahrenden Güterzug erfasst und dabei tödlich verletzt. Es wird vermutet, dass dieser Unfall mit seinen gesundheitlichen Einschränkungen zu erklären ist.

## Würdigungen
- 1955 würdigte der ANC sein Engagement während der Defiance Campaign mit der Auszeichnung Isitwalandwe.
- 1962 wurde er für den Zeitraum von 1962 bis 1965 zum Rector der Universität Glasgow gewählt. Obwohl er durch Untersuchungshaft an einer Reise nach Schottland verhindert war, gewann er die Wahl gegen prominente Konkurrenten aus der schottischen Politik. Ferner konnte er für die Zeit als Rector der Universität sein Land fortgesetzt nicht verlassen.[10]
- 1963 ehrte ihn die Society for the Family of Man mit einem Preisgeld von 5.000 US-Dollar, eine Organisation des Protestant Council of the City of New York Council of Churches of the City of New York.[11]
- Luthuli wurde 1968 postum der Menschenrechtspreis der Vereinten Nationen verliehen.[12]
- Südafrika verleiht seit 2003 den nach ihm benannten Order of Luthuli als hohe staatliche Auszeichnung.
- Eine Gemeinde im Distrikt Gert Sibande in der südafrikanischen Provinz Mpumalanga wurde nach Albert John Luthuli benannt, siehe Albert Luthuli (Gemeinde).
- Das Inkosi Albert Luthuli Central Hospital ist ein Krankenhaus in Cato Manor, einem Stadtteil von Durban.[13]
- Das Luthuli House in Johannesburg beherbergt die Parteizentrale des African National Congress.[14]
- An der Universität Pretoria existiert das The Albert Luthuli Centre for Responsible Leadership, ein Lehr- und Forschungsbereich in Hinblick auf die Entwicklung von Führungskräften.[15]
- Eine lebensgroße Bronzestatue von Luthuli steht in KwaDukuza, KwaZulu-Natal.
- Im Stuttgarter Stadtteil Burgholzhof wurde am 11. März 2009 der Kreisverkehr vor dem Robert-Bosch-Krankenhaus als Albert-Luthuli-Platz eingeweiht.[16]
- 1999 wurde er postum mit dem Order of the Southern Cross in Gold ausgezeichnet.[17]
- 2012 erhielt er postum den Order of Mapungubwe der südafrikanischen Regierung in Platin, der höchsten Stufe.

## Schriften
- Let my people go. An autobiography. McGraw-Hill, New York 1962
- Mein Land – Mein Leben. Autobiographie eines großen Afrikaners. Christian Kaiser Verlag, München 1963 (englisch: Let my people go.).
- For freedom in South Africa. Statements by Albert J. Lutuli on receipt of the Nobel Peace Prize in December 1961. United Nations Centre Against Apartheid, New York 1981